# North Johns
North Johns – miasto w Stanach Zjednoczonych, w stanie Alabama, w hrabstwie Jefferson. W roku 2023 miasto zamieszkiwało 126 osób, a gęstość zaludnienia wynosiła 252 osoby/km².